# Cupedidae
Cupedidae là một họ bọ cánh cứng. Họ này có khoảng 30 loài được xếp vào 9 chi, phân bố trên toàn cầu. Một số loài tuyệt chủng cũng đã được quan sát, và chúng có tuổi Triassic.
Các loài bọ này có cơ thể dài hai bên song song với kích thước từ 5 đến 25 mm, có màu nâu, đen, hoặc xám. Ấu trùng là sâu đục thân gỗ, đặc biệt sống trong gỗ trồng nấm, một số loài đôi khi được tìm thấy trong gỗ xây dựng.

## Hình ảnh

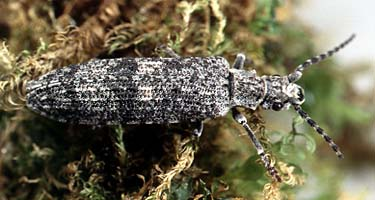
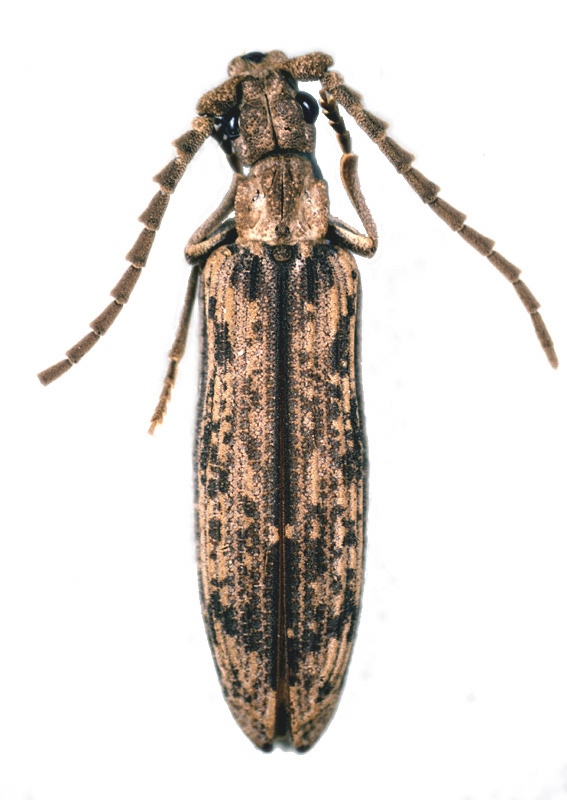
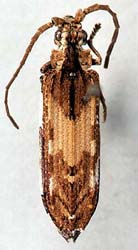